# Pulau Suwangi
Pulau Suwangi är en ö i Indonesien.   Den ligger i provinsen Kalimantan Selatan, i den västra delen av landet, 1 100 km öster om huvudstaden Jakarta. Arean är 7,1 kvadratkilometer.
Terrängen på Pulau Suwangi är platt. Öns högsta punkt är 151 meter över havet. Den sträcker sig 4,3 kilometer i nord-sydlig riktning, och 3,0 kilometer i öst-västlig riktning.